# Casey Spooner
Casey David Spooner (ur. 3 lutego 1970 roku w Athens) – artysta i muzyk pochodzący ze Stanów Zjednoczonych. Obecnie mieszka w Williamsburg, Brooklyn. Otwarcie przyznaje się do swoich preferencji homoseksualnych.
Podczas nauki w Art Institute w Chicago poznał Warrena Fischera, z którym w 1998 w Nowym Jorku założył zespół muzyczny Fischerspooner.
W 2002 prace Spoonera wystawiane były w galerii Deitch Project.